# 이동평균선
이동평균선(移動平均線, 영어: moving average line)은 주가나 외환의 기술적 분석에서 사용되는 지표이다. 이동평균 문서도 참조하길 바란다.

## 개요
이동평균선 자체는 통계 분석 등에서 널리 사용되고 있었지만, 미국의 J. E. 그랜빌에 의해 그랜빌의 법칙으로 정리되어 상장 주식 분석에 이용할 수 있다는 것이 알려지게 되었다. 이동평균선은 과거의 일정 기간의 주가의 평균치로부터 구한다. 5일 이동평균선은 과거 5일 동안의 주식 종가의 평균치를 매일 점으로 표시하고 이를 계속 이어서 선으로 표시한 것이다. 기술적 분석의 지표로는 가장 기본적인 것이며, 많은 투자가들이 이용하고 있다.

## 장기 이동평균선과 단기 이동평균선
일반적으로 차트에는 장기 이동평균선과 단기 이동평균선의 2종류의 이동평균선이 표시된다.
- 장기 이동평균선은 대한민국에서 사용하는 홈 트레이딩 시스템(HTS)에서 보통 120일 초과 이동평균선을 지칭한다.
- 단기 이동평균선은 홈 트레이딩 시스템에서 보통 20일 이동평균선까지를 지칭한다.

특히 장기 이동평균선은 주가의 트렌드(경향)을 암시하는 경우가 많기 때문에, 장기 이동평균선이 위를 향하는지 아래를 향하는지를 보는 것만으로 주가 변동을 예측하는 것이 가능하다.
60일 이동평균선은 중기 이동평균선으로 구분하기도 한다.
요즘에는 IT의 진보에 의해 자체 분석한 파라미터를 사용하는 일이 많아지고 있다.
또한 3개의 이동평균선을 동시에 표시해 판단하는 방법을 취하는 투자자들도 적지 않다.

## 골든 크로스와 데드 크로스
단기 이동평균선이 장기 이동평균선을 아래에서 위로 뚫고 지나가는 것을 골든 크로스(GC)라고 하며, 일반적으로 투자자들 사이에서는 매수의 기준으로 여겨지고 있다. 반대로 단기 이동평균선이 장기 이동평균선을 위에서 아래로 뚫고 지나가는 것을 데드 크로스(DC)라고 하며, 일반적으로 투자자들 사이에서는 매도의 기준으로 여겨지고 있다.
또한 장기 이동평균선이 하강하고 있을 경우의 골든 크로스나 상승하고 있을 경우의 데드 크로스는 일시적인 주가 변동인 경우가 많아 이 경우에 주식을 사고 파는 것은 위험할 수 있다.

## 같이 보기
- 기술적 분석
- 대수의 법칙
- 시세 동향 그래프
- 주식
- 주가
- 머니오더
- 외국환
- 외환 증거금 거래
- 이동평균